# Davidson Don Tengo Jabavu

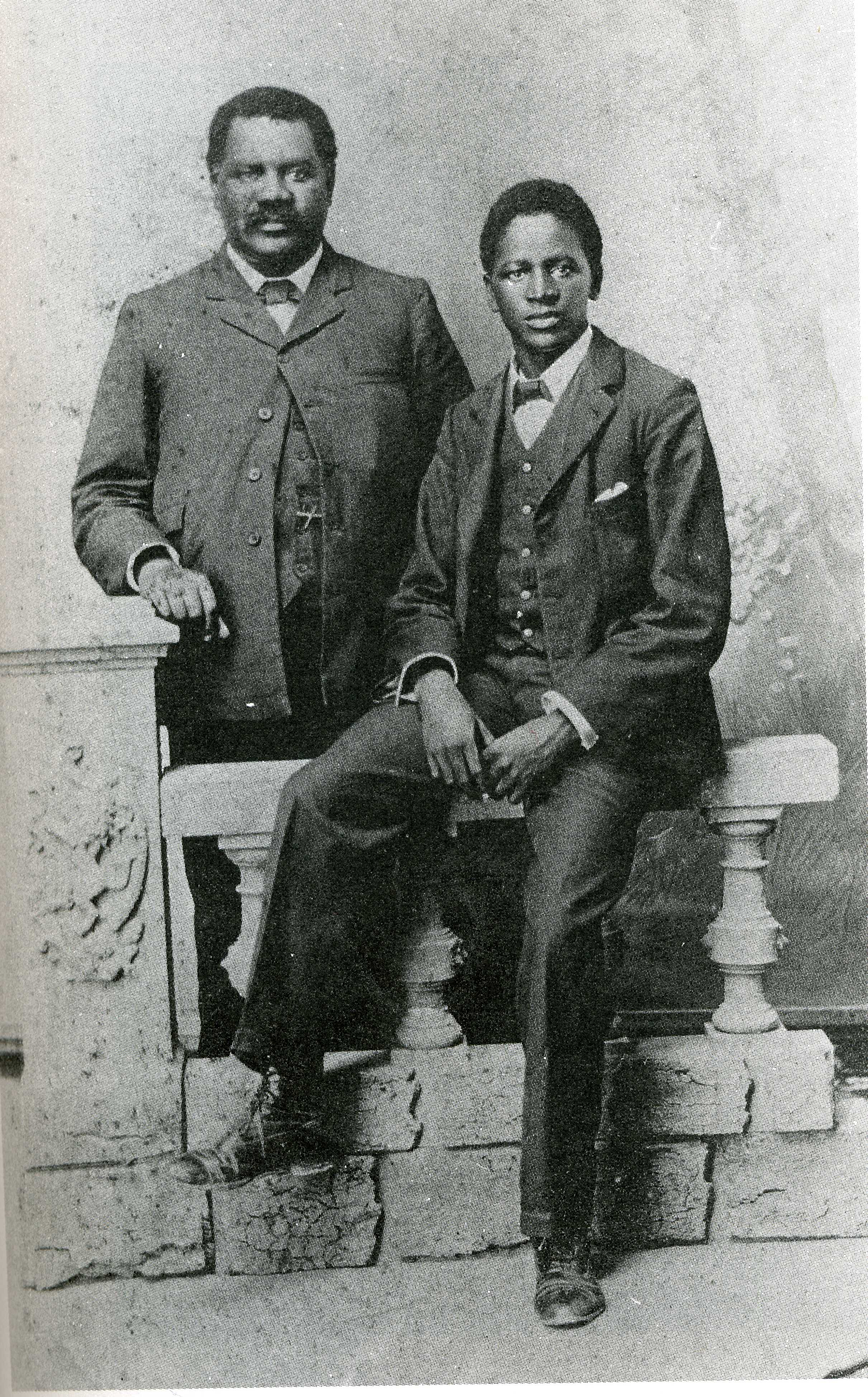
Davidson Don Tengo Jabavu mit seinem Vater John Tengo um 1903

Davidson Don Tengo Jabavu (* 20. Oktober 1885 in King William’s Town; † 3. August 1959 in East London) war ein südafrikanischer Politiker, Sprachwissenschaftler und erster schwarzer Professor am South African Native College.

## Leben
Davidson Jabavu war der älteste Sohn von John Tengo Jabavu. Er besuchte die Lovedale-Missionsschule und ging zum Studium nach Großbritannien. An der Universität London erwarb er einen Bachelor-Abschluss, im Anschluss daran an der University of Birmingham die Lehrberechtigung. Nach seiner Rückkehr nach Südafrika war er einer der ersten Dozenten der 1916 als South African Native College eröffneten späteren Universität Fort Hare, deren Gründung unter anderem von seinem Vater angestoßen worden war. Dort lehrte er isiXhosa, Latein, Geschichte und Anthropologie. Jabavu blieb bis zu seinem Ruhestand an der Universität und gründete die Black Teachers’ Association, die das Ziel einer Kooperation jenseits der Rassentrennung hatte. Diese Überzeugung baute er aus und war ein wesentlicher Initiator der Fort Cox Agricultural School sowie einer der Mitbegründer des South African Institute of Race Relations. 1935 wurde er zum Präsidenten der All African Convention (AAC) gewählt. In dieser Funktion war er führend bei der Opposition gegen die Hertzog-Gesetze. Er blieb bis 1948 Präsident der AAC.

## Auszeichnungen
- Ehrendoktor der Rhodes-Universität (1954)